# James I. Menzies
James I. Menzies est un herpétologiste et mammalogiste anglo-néo-guinéen.
Après avoir travaillé à l'Université de Papouasie-Nouvelle-Guinée durant 25 ans, il est visiting research fellow au Department of Environmental Biology de l'Université d'Adélaïde.

## Taxon nommé en son honneur
- Pherohapsis menziesi Zweifel, 1972

## Quelques taxons décrits
- Abeomelomys
- Albericus brunhildae
- Albericus fafniri
- Albericus gudrunae
- Albericus gunnari
- Albericus rhenaurum
- Albericus siegfriedi
- Albericus swanhildae
- Albericus valkuriarum
- Aproteles
- Aproteles bulmerae
- Barygenys maculata
- Bufo cristiglans
- Copiula fistulans
- Copiula minor
- Liophryne dentata
- Litoria auae
- Litoria havina
- Litoria kumae
- Litoria mucro
- Litoria oenicolen
- Litoria ollauro
- Litoria pronimia
- Litoria prora
- Litoria vocivincens
- Mammelomys
- Oreophryne hypsiops
- Protochromys
- Rana garritor
- Rana supragrisea
- Xenobatrachus anorbis
- Xenobatrachus arfakianus
- Xenobatrachus fuscigula
- Xenobatrachus huon
- Xenobatrachus multisica
- Xenobatrachus scheepstrai
- Xenobatrachus schiefenhoeveli
- Xenobatrachus subcroceus
- Xenobatrachus tumulus
- Xenorhina eiponis